# 4 a.C.
4 a.C. foi um ano bissexto do século I a.C., do Calendário Juliano, teve início a um domingo e terminou  a uma segunda-feira, as suas letras dominicais foram A e G.
| Ano completo                       |
| ---------------------------------- |
| Ano bissexto com início ao domingo |

## Eventos
- Caio Calvísio Sabino e Lúcio Passieno Rufo, cônsules romanos.[1]
- De acordo com os cálculos de James Ussher, este ano marca o início da Sétima Era do mundo, e seria exatamente o 4.000o ano desde a Criação (em 4 004 a.C.)[2]
- Fuga de Jesus, com seus pais, José e Maria, para o Egito.[2]
- Herodes, após julgar seu filho Antípatro, acusado de traição, faz seu testamento, nomeando como herdeiro seu filho mais novo, Herodes Antipas.[2]
- 12 de Março:[Nota 1] Herodes remove Matias como sumo sacerdote de Israel e nomeia Joazar,[Nota 2] irmão da sua esposa Mariane, filha de Simon ben Boethus.[2]
- Após a execução de Antípatro, Herodes muda seu testamento, nomeando Herodes Antipas como tetrarca da Galileia.[2][Nota 3]

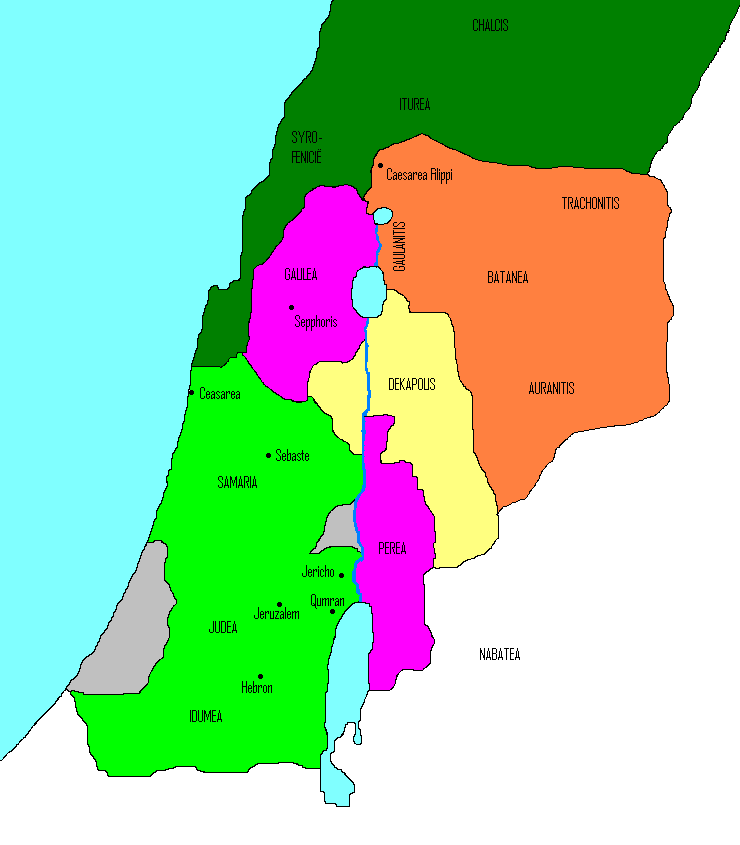
Partilha do reino de Herodes após sua morte.

- Sobe ao trono da Judeia Herodes Arquelau após a morte de seu pai o rei Herodes, o Grande.[2]
- Arquelau deixa seu irmão Filipe como regente e vai para Roma, para que Augusto o confirme como rei.[2]
- Antipas também vai para Roma, com sua mãe Cleópatra de Jerusalém, reivindicando o trono, por ter sido nomeado no primeiro testamento.[2]
- Em Roma, Augusto confirma Herodes Arquelau como senhor de metade dos domínios que eram de Herodes, mas não o nomeia rei; ele seria rei se mostrasse ser um bom governador. A outra metade é dividida entre Herodes Antipas, com a Galileia e parte da Petreia, Filipe, com Bataneia, Traconícia, Auratanis e o palácio de Zenodoro, Salomé, irmã de Herodes, com algumas cidades que haviam sido dadas por seu irmão e mais Jâmnia, Azoto e Faselis, além da distribuição de dinheiro. Duas filhas virgens de Herodes são casadas com filhos de Feroras.[2]
- Um impostor, se fazendo passar por Alexandre, um dos filhos que Herodes havia executado, engana a todos, porém não engana Augusto, que o manda para as galés.[2]

## Nascimentos
- João Batista, o último dos profetas, precursor do ministério de Jesus Cristo.
- Jesus de Nazaré, filho de José e de Maria, em Belém.[2][Nota 4]
- Séneca, filósofo (data aprox. m. 65 d.C.)

## Mortes
- Todas as crianças com dois anos ou menos em Belém, massacre ordenado por Herodes.[2]
- 12 de Março:[Nota 1] Matias, filho de Margaloto, um dos autores intelectuais da derrubada da águia dourada que Herodes havia colocado no templo, é enterrado vivo por ordem de Herodes.[2]
- Antípatro, filho de Herodes, acusado de traição.[2]
- c.25 de Novembro - Morte do rei Herodes, o Grande, cinco dias após a morte de Antípatro.[2][Nota 5]
- 3.000 judeus que protestaram contra Arquelau e pediram a remoção de Joazar como sumo sacerdote, executados pela cavalaria por ordem de Herodes Arquelau.[2]
- Simão, um servo de Herodes, se nomeia rei, e queima o palácio de Herodes em Jericó; ele é capturado por Gratus e decapitado.[2]
- 2.000 judeus, crucificados por ordem de Varo.[2]
- Maltace, mãe de Arquelau, morre de doença em Roma.[2]